# نقار خشب أصهب البطن
نقار خشب أصهب البطن (الاسم العلمي: Dendrocopos hyperythrus) هو نوع من فصيلة نقار الخشب.